# Red Sands - La forza occulta
Red Sands - La forza occulta (Red Sands) è un film del 2009 diretto da Alex Turner, con protagonista Shane West.

## Distribuzione
Il film uscito è stato distribuito il 24 febbraio 2009 direttamente in home-video. Anche in Italia è stato distribuito direttamente in home-video.